# ジョン・サットン
ジョン・ウィリアム・マイケル・サットン（John William Michael Sutton, 1983年12月26日 - ）は、イングランド・ノリッジ出身の元サッカー選手。ポジションはフォワード(CF)。

## 経歴
トッテナム・ホットスパーFCのユースチーム出身。しかしトップチームでの出場機会は訪れず、2003年にスコットランド2部リーグのレイス・ローヴァーズFCに加入した。レイスでは20試合の出場で13ゴールを決め、活躍すると、以降スコットランドのチームに多く所属することになる。特にマザーウェルFCでは所属した2008-2011年と2013-2015年の5シーズン全てでスコティッシュ・プレミアシップで二桁ゴールを決め、2013-14シーズンに限っては得点ランキング2位の22得点を決め、チームの2年連続2位に貢献した。
2018年にセント・ミレンFCで現役を引退。スコットランド2部リーグのグリノック・モートンFCのU-20のコーチに就任した。
2019年6月にグリノックで現役復帰した。